# لویس معلوف
لُویس مَعْلوف (۱۲۸۴–۱۳۶۵ هـ ق / ۱۸۶۷–۱۹۴۶ م) فرهنگ‌نویس و روزنامه‌نگار لبنانی بود. وی در زَحله به دنیا آمد و در بیروت درگذشت.

## اثر مشهور
فرهنگ لغت مشهور المنجد اثر اوست.